# ゴヨウアサガオ

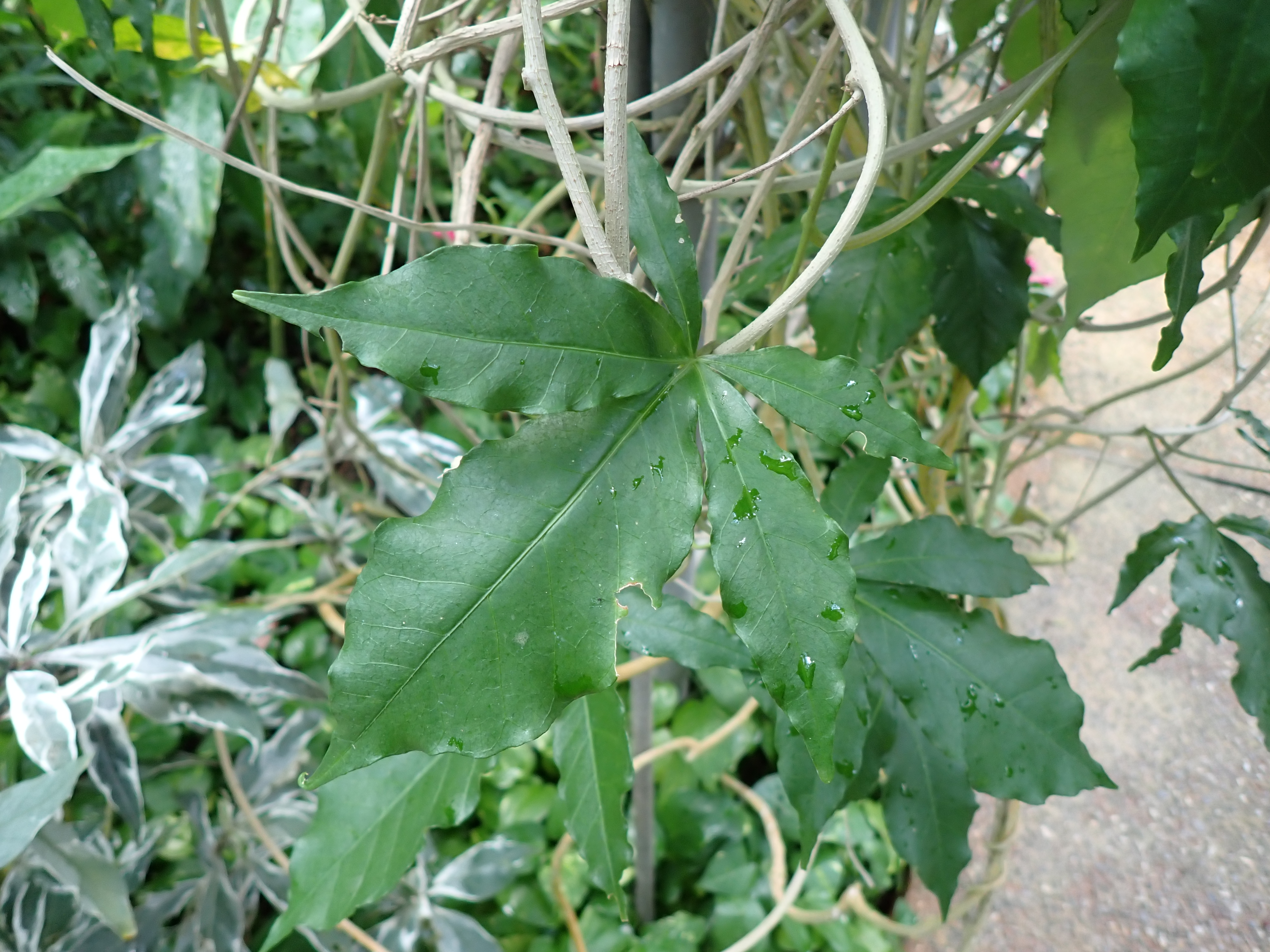
5つに裂ける葉（2025年1月 沖縄県本部町 熱帯ドリームセンター）

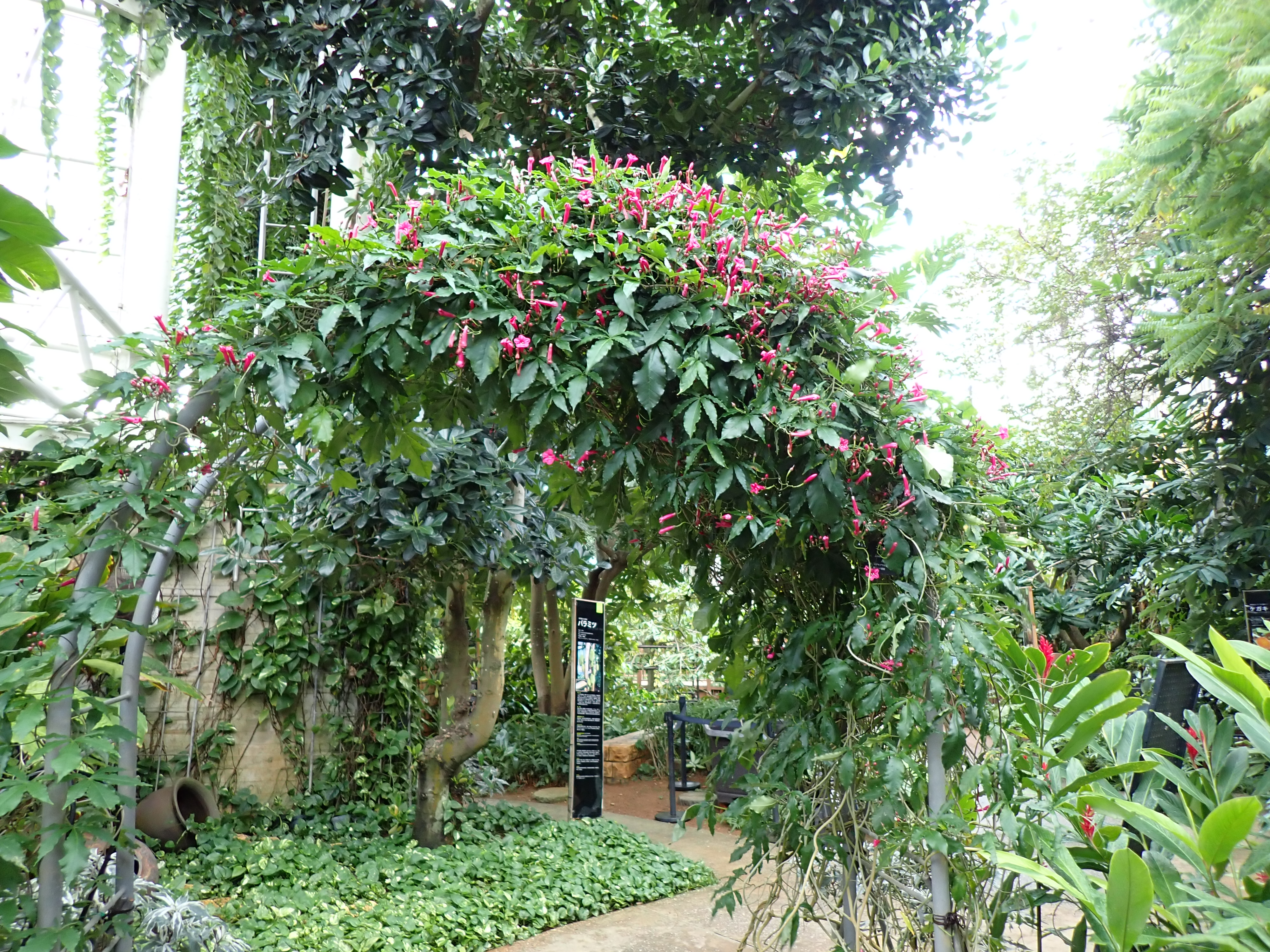
ゴヨウアサガオの植栽（2025年1月 沖縄県本部町 熱帯ドリームセンター）

ゴヨウアサガオ（五葉朝顔、別名ホザキアサガオ（穂咲朝顔）、学名：Ipomoea horsfalliae）はヒルガオ科サツマイモ属の常緑つる性多年生草本。種小名は英国の商人・植物学者チャールズ・ホースフォール氏の夫人（原記載論文への図版の提供者）への献名。

## 特徴
つるは細く、長さ2–8 mになる。地中に塊茎状の多肉根があり、乳状の樹液を有する。葉は光沢のある暗緑色で、葉柄は長く、互生する。葉身が鳥足状に5深裂することが和名の由来だが、3–7個に裂けることもある。中央の裂片は他に比べて大きい。花冠は赤紫色の漏斗型、長さ3.5 cm、直径4 cmほどで、花冠の先は5裂し星型を呈する。雄しべは5本で雌しべとともに花冠から飛び出す。別名のホザキアサガオは、花が穂状に連なって咲く様子に由来する。開花期は11–12月頃。ハワイでは周年開花。

## 分布
西インド諸島原産または南米ベネズエラ、ギニア、スリナム、ブラジル原産で西インド諸島など各地で野生化、あるいは南米ガイアナ及びスリナムが原産で、この他の中南米各地へは導入ともされる。ハワイへはクヒオ王子が19世紀末に英国から導入したとされ、英名の一つ（Prince Kuhio Vine）はこれにちなむ。Plant Pono（侵略的植物の導入防止を目的とするハワイのパートナーシップ組織）は低リスクと評価している。

## 利用
観賞用として、植物園や公園などでパーゴラやフェンスに利用されている。無霜地帯では露地栽培可能。繁殖は取り木や挿し木のほか、種子が稀に結実するので種皮へ傷を付け、発芽を促す方法による。